# Hungen
Hungen è un comune tedesco di 13 073 abitanti,, situato nel land dell'Assia.